# Jay Warren
Jay Warren (4 maggio 1989) è un calciatore francese nato a Tahiti, centrocampista del Central Sport.

## Carriera

### Club
Ha sempre giocato nel campionato tahitiano. In carriera ha totalizzato complessivamente 10 presenze ed una rete in OFC Champions League.

### Nazionale
Nel 2009 ha partecipato ai Mondiali Under-20, nei quali ha giocato 3 partite senza mai segnare.
È stato convocato per la Coppa delle nazioni oceaniane del 2016.